# Pedro Collor de Mello
Pedro Afonso Collor de Mello (Maceió, capital del estado de Alagoas, 14 de diciembre de 1952 - 19 de diciembre de 1994) fue un empresario brasileño, hermano del expresidente Fernando Collor de Mello.
Pedro era el único de los cinco hijos de la pareja conformada por Arnon Afonso de Farias Mello y Leda Collor de Mello que había nacido en el nordestino estado de Alagoas.
Estaba a cargo de las empresas de la familia en el nordestino Alagoas, a saber: Organização Arnon de Mello, TV Gazeta de Alagoas, Jornal Gazeta de Alagoas, Rádio Gazeta AM, Rádio Gazeta FM y Grafica Gazeta de Alagoas. Trabajando para su propio periódico familiar Gazeta de Alagoas, Pedro Collor ganó prominencia nacional cuando realizó una serie de acusaciones contra su hermano, quien para entonces era nada menos que el primer mandatario del país.
Pedro Collor denunció una trama de corrupción política que involucraba a Paulo César Farias (entonces también conocido como “PC Farias”), tesorero de Fernando Collor de Mello. Esa denuncia, realizada en una entrevista exclusiva otorgada al periodista Luís Costa Pinto y publicada en la revista Veja en su edición del 25 de mayo de 1992, terminó desencadenando un proceso de juicio político (inglés: impeachment) del entonces presidente brasileño
Pedro falleció a fines de 1994, cinco días después de haber cumplido 42 años de edad, como resultado de dos tumores cerebrales. Dejó a su esposa Thereza Collor y a sus dos hijos.

## Libro
Junto a la periodista Dora Kramer, Pedro Collor fue coautor del éxito de ventas brasileño Passando a limpo - A trajetória de um farsante (“Pasado en limpio - La trayectoria de un farsante”), publicado por la Editora Record en 1992. La obra relata la trastienda del poder en el gobierno federal bajo los auspicios de su hermano Fernando Collor y de PC Farias.
Cuenta episodios de su infancia y de la familia Collor de Mello, además de la carrera política de su hermano Fernando: como prefecto (alcalde) de Maceió y en las dos elecciones que ganó, primero para las elecciones a gobernador de Alagoas (1986) y luego para las presidenciales del Brasil (1989). La obra Passando a limpo revela los esquemas corruptos llevados a cabo en el gobierno de su hermano Collor, además de chismes de detrás de bastidores que involucraban traiciones, borracheras y el uso de drogas.